# Quinta das Palmeiras
A Quinta das Palmeiras é um pequeno jardim botânico e zoológico português, localizado na ilha do Porto Santo, Madeira.
É uma estrutura única na ilha, formada por um espaço verde numa zona seca a oeste do aeroporto, onde se podem observar algumas espécies ornitológicas, e uma variedade de plantas luxuriantes.

## História
A Quinta das Palmeiras foi um projeto idealizado por Carlos Afonso. Ao longo de quinze anos de trabalho árduo, este homem desenhou e plantou todo o jardim, com recurso a água trazida por camiões-cisterna. Em 1993, a Quinta foi então pela primeira vez aberta ao público.

## Composição
A Quinta tem uma área coberta de 5380 m² composta por um pequeno jardim botânico, com palmeiras, daturas, hibiscos, foguetes, rosas, entre outros, e um mini-zoo, com cisnes, tartarugas, peixes, papagaios, pombos, piriquitos, avestruzes, entre outros pássaros que estão na sua maioria em liberdade.
Existe ainda, no seu interior, um pequeno bar com uma exposição de fotografias que documentam a evolução do recinto ao longo dos anos.